# Parochodaeus perplexus
Parochodaeus perplexus – gatunek chrząszcza z rodziny wygonakowatych i podrodziny Ochodaeinae.
Gatunek ten opisali w 2012 roku M.J. Paulsen i Federico Ocampo na podstawie 10 okazów. Jako miejsce typowe wskazano Río Salado. Epitet gatunkowy perplexus oznacza w łacinie „mieszany”, „przeplatany”, i nawiązuje pośrednich cech tego gatunku.
Chrząszcz o ciele długości od 5 do 7,9 mm i szerokości od 2,9 do 4,2 mm. Powierzchnię jego głowy pokrywają małe punkty, guzki, a ponadto na czole występuje róg z U-kształtną listewką na szczycie. Nadustek jest prawie trapezowaty, o niepogrubionej przedniej krawędzi. Długość nadustka wynosi ćwierć jego szerokości u samca i ⅓ u samicy. Narządy gębowe cechuje szeroko wykrojona warga górna i kątowo zgięte w częściach zewnętrznych żuwaczki. Przednia część bródki jest lekko wklęsła i zaopatrzona w bruzdę środkową, zaś pozostała część płaska i bez bruzdy. Powierzchnia wypukłego przedplecza jest gęsto pokryta małymi, oszczecionymi guzkami, a między guzkami delikatnie punktowana. Pokrywy mają guzki na międzyrzędach wyposażone w krótkie, sterczące szczecinki. Przednia para odnóży ma golenie zaopatrzone w słabo zakrzywioną ostrogę wierzchołkową oraz pozbawione zęba wewnętrznego. Odnóże tylnej pary ma prostej budowy krętarz, bezzębną i prostą tylną krawędź uda, lekko zakrzywioną i szerokągoleń oraz niepowiększony silnie pierwszy człon stopy. Odwłok nie ma wyrostka strydulacyjnego.
Owad neotropikalny, znany z Boliwii oraz argentyńskich prowincji Córdoba, Mendoza i Santiago del Estero. Odławiany od grudnia do lutego.